# HMS Ardent (1796)
Pour les autres navires du même nom, voir HMS Ardent.
Le HMS Ardent est un vaisseau de ligne armé de 64 canons en service dans la Royal Navy au début du XIXe siècle. 

## Conception et construction
Initialement conçu pour servir au sein de la flotte de la Compagnie britannique des Indes orientales, il est acheté par la Royal Navy après le déclenchement des guerres de la Révolution française. Construit par le chantier naval Pitcher à Northfleet, il est lancé le 9 avril 1796.
Long de 173 pieds et 3 pouces (soit environ 52,8 m) et large de 43 pieds et 1 pouce (soit environ 13,1 m), le vaisseau déplace 1 422 tonnes pour un tirant d'eau de 19 pieds et 8 pouces (soit environ 6,0 m).

## Service actif
En 1797, le HMS Ardent combat à la bataille de Camperdown. Le vaisseau est sévèrement endommagé et son équipage compte 41 tués et 107 blessés.
En 1801, le vaisseau participe à la bataille de Copenhague.
En 1808, le HMS Ardent est affecté à la garde des convois anglais de la mer Baltique. En 1809, le vaisseau est impliqué dans un des plus lourds engagements de la guerre des canonnières. Une cinquantaine des membres de l'équipage bivouaquant sur l'île de Romsø sont capturés par les Danois qui attaquent ensuite la frégate HMS Melpomene. L'intervention des chaloupes du HMS Temeraire permet de dégager la frégate.

## Dernières années
Le HMS Ardent est affecté au service de la rade en 1812, puis démoli en 1824.